# Clavus paroeca
Clavus paroeca é uma espécie de gastrópode do gênero Clavus, pertencente a família Drilliidae.